# BloodRayne (jeu vidéo)
BloodRayne est un jeu vidéo d'action et le premier jeu de la série BloodRayne. Il a été développé par Terminal Reality. Il est sorti en 2002 en Amérique du Nord et en 2003 en Europe sur PlayStation 2, GameCube, Xbox et Windows.

## Trame
Le joueur incarne un agent de la Brimstone Society, Rayne, une femme à la fois humaine et vampire. La Brimstone Society est une agence qui a pour mission de vaincre les forces surnaturelles.
L'action du jeu prend place entre 1932 et 1937, peu avant la Seconde Guerre mondiale. Rayne est envoyé dans différents lieux pour lutter contre l'armée Nazie et des créatures surnaturelles.

## Accueil
Le jeu a reçu un accueil réservé. Il a obtenu 5/10 sur Gamekult, 8/20 (sur GameCube) et 13/20 (sur PC) dans Jeux vidéo Magazine et 13/20 sur Jeuxvideo.com.